# Pauline Hamill
Pauline Hamill (* 18. Dezember 1971) ist eine ehemalige schottische Fußballspielerin und derzeitige Trainerin. Hamill war die erste Schottin, die 100 Länderspiele bestritt. Für die schottische Fußballnationalmannschaft spielte sie von 1992 bis 2010 und bestritt dabei 141 Spiele. Sie war zeitweise schottische Rekordnationalspielerin und beendete 2011 ihre aktive Karriere.

## Karriere

### Verein
Hamill, die in Airdrie aufwuchs begann bei den Craigburn Boys U-12s und spielte dann bei den Coltness Ladies, bevor sie mit 13 Jahren für die Cumbernauld Ladies spielte. Nach 13 Jahren bei den Cumbernauld Ladies, mit denen sie 1996/97 und 1997/98 schottischer Meister und Pokalsieger wurde, wechselte sie zu den Stenhousemuir Ladies, mit denen sie in der Saison 2000 ebenfalls den schottischen Pokal gewann, wobei ihr beim 9:0 im Finale aber kein Tor gelang. Nach einem Engagement bei den Kilmarnock Ladies wechselte sie mit 29 Jahren zum isländischen Verein ÍBV Vestmannaeyjar, kehrte aber zur Saison 2002 zurück in ihre Heimat und spielte bis 2005 für Hibernian LFC, wobei sie erneut zweimal Pokalsiegerin wurde. Danach spielte sie bis 2007 für die Doncaster Rovers Belles in der National Division der FA Women’s Premier League, der damals höchsten Liga im englischen Frauenfußball und kehrte dann zu Hibernian LFC zurück und gewann nochmals den schottischen Pokal. Nach einem erneuten Abstecher nach England, diesmal zu Blackburn Rovers LFC, spielte sie von 2008 bis 2009 bei Celtic Glasgow LFC, dann eine Saison bei Spartans WFC und ließ dann 2011 mit fast 40 Jahren ihre Karriere bei Celtic Glasgow LFC ausklingen.

### Nationalmannschaft
Für die schottische Fußballnationalmannschaft debütierte Hamill am 17. April 1992 beim 0:1 gegen England in der Qualifikation für die EM 1993. Am 26. August 2007 machte sie beim 3:2 gegen Belgien als erste Schottin ihr 100. Länderspiel. Zwei Monate später überbot sie mit ihrem 103. Länderspiel den schottischen Rekord von Kenny Dalglish. Nach mehr als 18 Jahren in der Nationalmannschaft bestritt sie am 25. August 2010 ihr 141. und letztes Länderspiel, blieb aber noch bis zum 26. Mai 2012 Rekordnationalspielerin. Dann wurde sie von Gemma Fay abgelöst. Mittlerweile hat sie nur noch die drittmeisten Länderspiele für Schottland bestritten.

### Trainerin
Schon während ihrer aktiven Zeit arbeitete sie als Trainerin, so wurde sie 2003 erste weibliche Trainerin bei den Rangers. Im Juni 2013 erwarb sie ihre UEFA-A -Lizenz. Hamill ist nun Trainerin der SFA Women’s National Football Academy an der University of Stirling und der schottischen U-17-Mannschaft, hat aber auch die U-15-Mannschaft schon trainiert und bei der U-19-Mannschaft assistiert. Mit der U-17-Mannschaft scheiterte sie aber zuletzt in der Eliterunde der Qualifikation für die U-17-EM 2016.

## Erfolge
- Schottischer Meister: 1996/97 und 1997/98 (mit Cumbernauld Ladies)
- Schottischer Pokalsieger: 1998, 1999 (mit Cumbernauld Ladies), 2000 (mit Stenhousemuir Ladies), 2003, 2005, 2008 (mit Hibernian Ladies)